# Travesía (arquitectura)
La Travesía (o Travesías), son viajes por América que realiza anualmente la Escuela de Arquitectura y Diseño de la Pontificia Universidad Católica de Valparaíso, a partir del año 1984. Estos viajes son integrados por los alumnos y profesores de dicha facultad. En dichos viajes se construyen obras de diversa magnitud, en algún punto de América, determinado a través del estudio que se desarrolla en cada Taller.
Estas travesías se originan en una primera, la Travesía de Amereida, viaje que se realizó en el año 1965 por los poetas, artistas y arquitectos Jonathan Boulting, Alberto Cruz, Fabio Cruz, Michel Deguy, François Fédier, Claudio Girola, Godofredo Iommi, Gerardo Mello Mourão, Jorge Pérez Román, Edison Simons y Henri Tronquoy. Este grupo partió desde Tierra del Fuego (Chile) en dirección a Santa Cruz de la Sierra (Bolivia), viaje que se comprende como un atravesar el mar interior americano hasta tocar su capital poética, Santa Cruz.  
A contar de 1984 se incorpora al currículum académico de la Escuela, realizándose una vez al año, por cada taller, durante la primavera. En la actualidad ya se han realizado más de 200 Travesías.